# Ray Crawford
Ray Crawford (n. 26 octombrie 1915, Roswell, New Mexico, SUA – d. 1 februarie 1996, Los Angeles, California, SUA) a fost un pilot de Formula 1. De-a lungul carierei a luat startul în 3 curse, niciuna din pole-position. Nu a câștigat nicio cursă și nu a terminat niciodată pe podium, acumulând 0 puncte în întreaga activitate ca pilot de Formula 1.